# Washington County (Minnesota)
Das Washington County ist ein County im US-amerikanischen Bundesstaat Minnesota. Im Jahr 2020 hatte das County 267.568 Einwohner und eine Bevölkerungsdichte von 263,6 Einwohnern pro Quadratkilometer. Der Verwaltungssitz (County Seat) ist Stillwater.
Das Washington County ist Bestandteil der Metropolregion Minneapolis–Saint Paul.

## Geografie

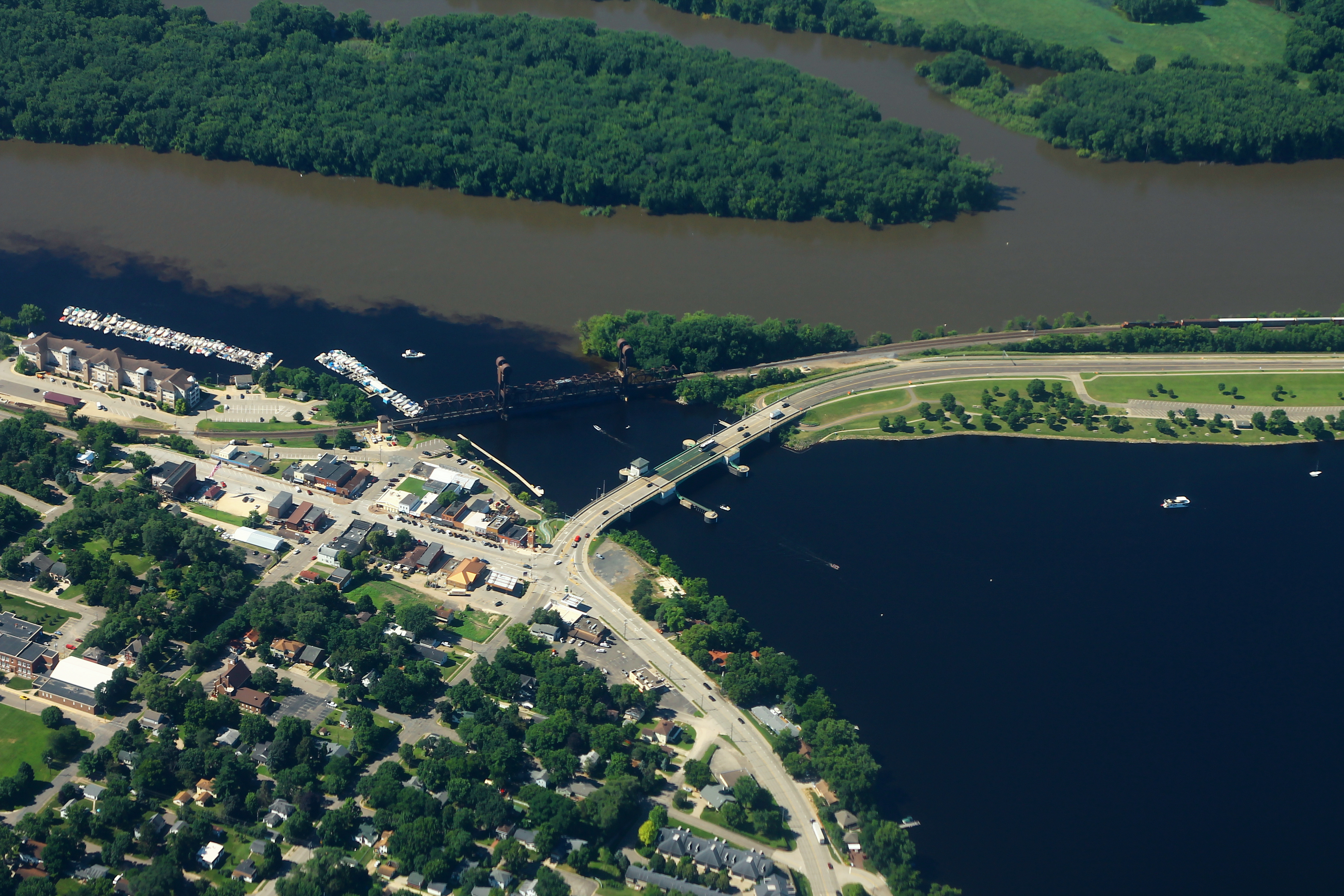
Mündung des St. Croix River in den Mississippi

Das County liegt im Südosten von Minnesota und wird im Osten durch den St. Croix River bis zu dessen Mündung in den Mississippi vom benachbarten Bundesstaat Wisconsin getrennt. Es hat eine Fläche von 1096 Quadratkilometern, wovon 81 Quadratkilometer Wasserfläche sind. An das Washington County grenzen folgende Nachbarcountys:
| Anoka County  | Chisago County | Polk County (Wisconsin)      |
| Ramsey County |                | St. Croix County (Wisconsin) |
| Dakota County |                | Pierce County (Wisconsin)    |

## Geschichte

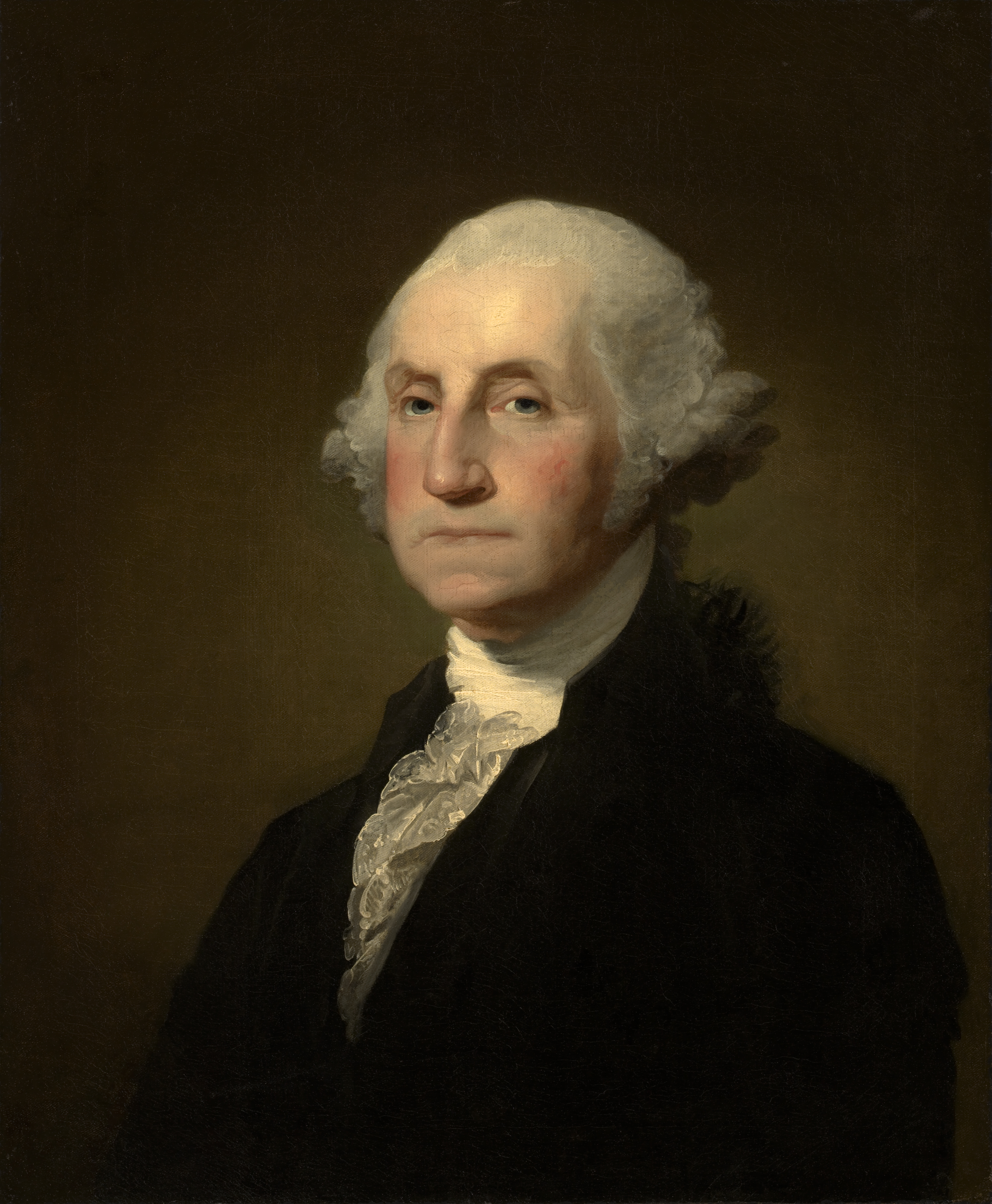
G. Washington

Das Washington County wurde am 27. Oktober 1849 aus Teilen des nur noch in Wisconsin existierenden St. Croix County gebildet. Benannt wurde es nach George Washington (1732–1799), dem Oberbefehlshaber der Kontinentalarmee im Unabhängigkeitskrieg (1775 bis 1783) und ersten Präsidenten der Vereinigten Staaten (1789 bis 1797).

Ein Ort im Washington County hat den Status einer National Historic Landmark, die St. Croix Boom Site. 43 Bauwerke und Stätten des Countys sind insgesamt im National Register of Historic Places eingetragen (Stand 31. Januar 2018).

## Demografische Daten

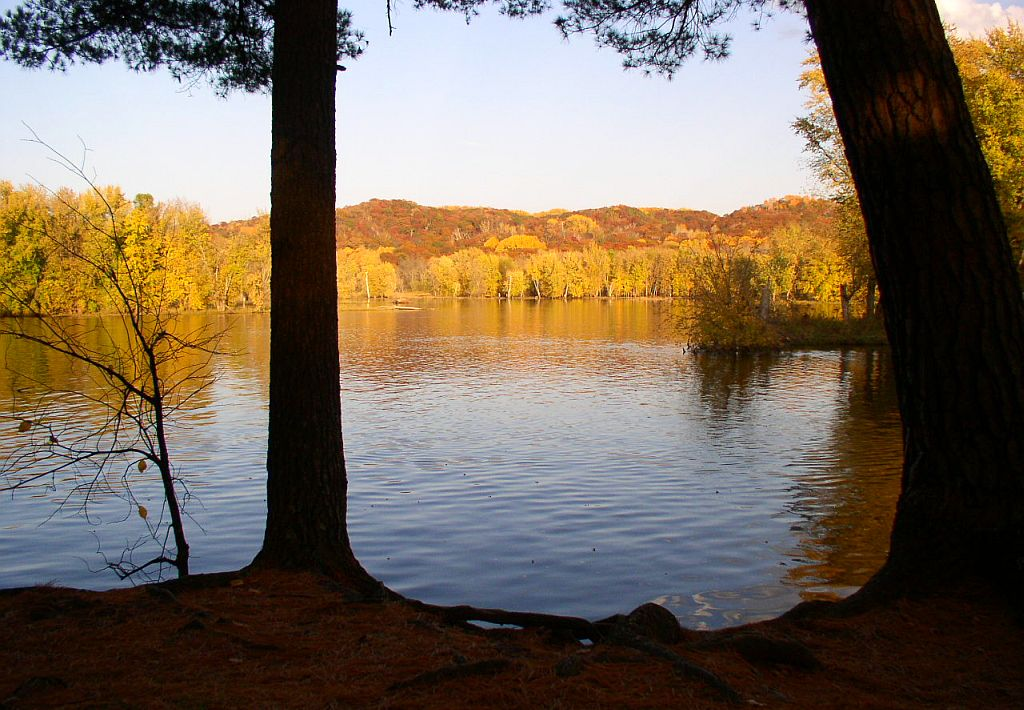
William O’Brien State Park

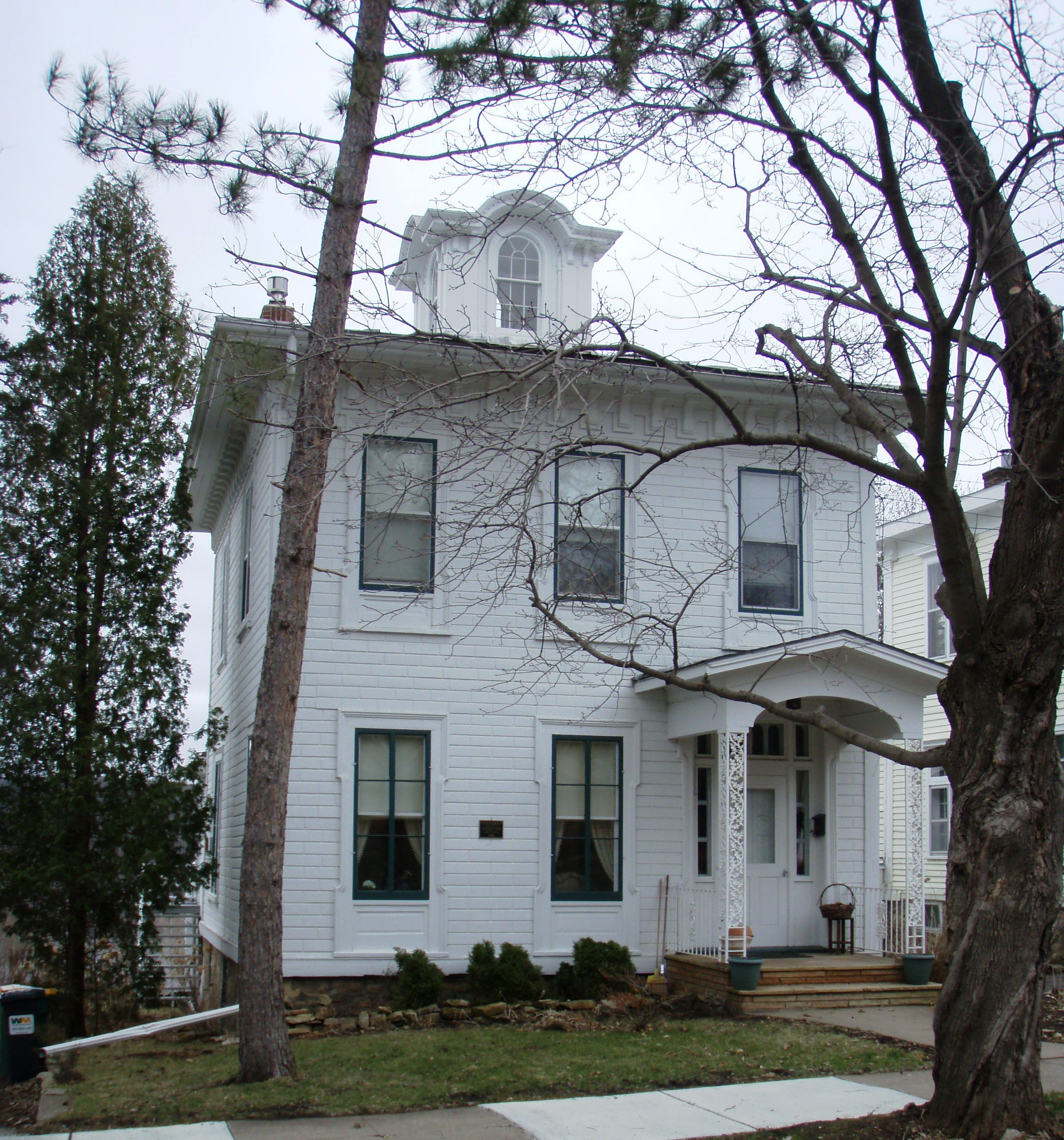
Mortimer Webster House, gelistet im NRHP

Nach der Volkszählung im Jahr 2010 lebten im Washington County 238.136 Menschen in 87.446 Haushalten. Die Bevölkerungsdichte betrug 234,6 Einwohner pro Quadratkilometer. In den 87.446 Haushalten lebten statistisch je 2,67 Personen.
Ethnisch betrachtet setzte sich die Bevölkerung zusammen aus 88,5 Prozent Weißen, 3,8 Prozent Afroamerikanern, 0,5 Prozent amerikanischen Ureinwohnern, 5,1 Prozent Asiaten sowie aus anderen ethnischen Gruppen; 2,0 Prozent stammten von zwei oder mehr Ethnien ab. Unabhängig von der ethnischen Zugehörigkeit waren 3,5 Prozent der Bevölkerung spanischer oder lateinamerikanischer Abstammung.
26,1 Prozent der Bevölkerung waren unter 18 Jahre alt, 62,9 Prozent waren zwischen 18 und 64 und 11,0 Prozent waren 65 Jahre oder älter. 50,5 Prozent der Bevölkerung war weiblich.

Das jährliche Durchschnittseinkommen eines Haushalts lag bei 79.571 USD. Das Pro-Kopf-Einkommen betrug 36.786 USD. 5,7 Prozent der Einwohner lebten unterhalb der Armutsgrenze.

## Ortschaften im Washington County
Citys
| - Afton - Bayport - Birchwood Village - Cottage Grove - Dellwood - Forest Lake | - Grant - Hastings1 - Hugo - Lake Elmo - Lake St. Croix Beach - Lakeland Shores | - Lakeland - Landfall - Mahtomedi - Marine on St. Croix - Newport - Oak Park Heights | - Oakdale - Pine Springs - Scandia - St. Marys Point - St. Paul Park - Stillwater | - Willernie - White Bear Lake2 - Woodbury |

Unincorporated Communities
- Arcola
- Copas
- Otisville

1 – überwiegend im Dakota County

2 – überwiegend im Ramsey County

## Gliederung
Das Washington County ist neben den 27 Citys in sechs Townships eingeteilt:
| Township                   | Einwohner (2010) | FIPS     |
| -------------------------- | ---------------- | -------- |
| Baytown Township           | 1723             | 27-04132 |
| Denmark Township           | 1737             | 27-15688 |
| Grey Cloud Island Township | 289              | 27-25982 |
| May Township               | 2776             | 27-41120 |
| Stillwater Township        | 2366             | 27-62842 |
| West Lakeland Township     | 4046             | 27-69520 |